# Vargula ignitula
Vargula ignitula is een mosselkreeftjessoort uit de familie van de Cypridinidae. De wetenschappelijke naam van de soort is voor het eerst geldig gepubliceerd in 1989 door Cohen & Morin.